# Liste der chinesischen Botschafter in Vietnam
Die Botschaft befindet sich in Hanoi.

## Geschichte
Das Nanjingregime hatte Handelsbeauftragte in Vietnam.
Vom 11. März bis 23. August 1945 hatte Japan in Vietnam ein Marionettenregime, das Kaiserreich Vietnam mit Premierminister Trần Trọng Kim installiert.
| Ernennung/Akkreditierung | Botschafter   | Hochchinesisch | Bemerkungen | Regierung von China | Premierminister Vietnams | Posten verlassen |
| ------------------------ | ------------- | -------------- | --- | ------------------- | ------------------------ | ---------------- |
| 13. Feb. 1941            | Lin Jia Min   | 林珈民         | Handelsbeauftragter des Nanjingregime in Huế | Wang Jingwei        | Konoe Fumimaro           |                  |
| 1. Jan. 1944             | Zhang Yongfu  | 张永福         | Handelsbeauftragter des Nanjingregime in Huế (* 1872 Singapur; † 1957 in Hong Kong) Seine Familie stammte aus Raoping. War Geschäftsmann in Singapur gründete 1903 eine Zeitung trat 1905 dem Tongmenghui bei, machte Singapur zum Zentrum der Xinhai-Revolution gegen die Mandschuregierung | Chen Gongbo         | Trần Trọng Kim           |                  |
| 21. Aug. 1954            | Luo Guibo     | 罗贵波         | Kam am 29. August 1954 in Hanoi an. | Zhou Enlai          | Hồ Chí Minh              | Sep. 1957        |
| 1957                     | He Wei        | 何伟           | | Zhou Enlai          | Phạm Văn Đồng            | 1961             |
| Apr. 1962                | Zhu Qiwen     | 朱其文         | 1957–1962: Botschafter in Sofia | Zhou Enlai          | Phạm Văn Đồng            | Mai 1969         |
| Juni 1969                | Wang Youping  | 王幼平         | 1950–1954: Botschafter in Bukarest, 1955–1958: Botschafter in Oslo, 1958–1962: Botschafter in Phnom Penh, 1964–1969: Botschafter in Havanna, 1975–1977: Botschafter in Kuala Lumpur, 1977–1979: Botschafter in Moskau.                                                                       | Zhou Enlai          | Phạm Văn Đồng            | Aug. 1974        |
| Sep. 1974                | Fu Hao        | 符浩           | 1977–1982: Botschafter in Tokio | Zhou Enlai          | Phạm Văn Đồng            | Apr. 1977        |
| Sep. 1977                | Chen Zhifang  | 陈志方         | 1956–1958: Botschafter in Damaskus, 1958–1960: Botschafter in Bagdad, 1964–1970: Botschafter in Kampala | Hua Guofeng         | Phạm Văn Đồng            | Juni 1978        |
| Dez. 1978                | Yang Gongsu   | 杨公素         | In seine Amtszeit fiel vom 17. Februar bis 16. März 1979 der Chinesisch-Vietnamesische Krieg, 1966–1967: Botschafter in Katmandu, 1980–1982: Botschafter in Athen. | Hua Guofeng         | Phạm Văn Đồng            | Mai 1980         |
| Dez. 1980                | Qiu Lixing    | 邱力行         | | Zhao Ziyang         | Phạm Văn Đồng            | Aug. 1985        |
| Sep. 1985                | Li Shichun    | 李世淳         | 1989–1993: Botschafter in Bangkok und Phnom Penh | Zhao Ziyang         | Phạm Văn Đồng            | Apr. 1989        |
| Dez. 1988                | Zhang Dewei   | 张德维         | 1985–1989: Botschafter in Bangkok und Phnom Penh | Li Peng             | Võ Văn Kiệt              | Feb. 1993        |
| Dez. 1992                | Zhang Qing    | 张青           | 1990–1993: Botschafter in Singapur | Li Peng             | Võ Văn Kiệt              | Dez. 1995        |
| Dez. 1995                | Li Jiazhong   | 李家忠         | 1994–1995: Botschafter in Vientiane | Li Peng             | Võ Văn Kiệt              | Juli 2000        |
| Juli 2000                | Qi Jianguo    | 齐建国         | | Zhu Rongji          | Phan Văn Khải            | Feb. 2006        |
| März 2006                | Hu Qianwen    | 胡乾文         | (* Oktober 1946 in der Provinz Hubei) 1996–2000 Generalkonsul in Ho-Chi-Minh-Stadt, 2001–2003: Botschafter in Dakhar Bangladesh, Januar 2004 bis Dezember 2006: Botschafter in Phnom Penh | Wen Jiabao          | Nguyễn Tấn Dũng          | Nov. 2008        |
| Nov. 2008                | Sun Guoxiang  | 孙国祥         | 2002–2006: Botschafter in Colombo, 2006–2008: Botschafter in Ankara, 2011: Generalkonsul in New York | Wen Jiabao          | Nguyễn Tấn Dũng          | Sep. 2011        |
| Sep. 2011                | Kong Xuanyou  | 孔铉佑         | | Wen Jiabao          | Nguyễn Tấn Dũng          | Mai 2014         |
| Mai 2014                 | Hong Xiaoyong | 洪小勇         | | Li Keqiang          | Nguyễn Tấn Dũng          |                  |